# Гюнтер фон Ецель
Гюнтер Франц Герман фон Ецель (нім. Günther Franz Hermann von Etzel; 14 грудня 1862, Магдебург — 21 січня 1948, Вісбаден) — німецький воєначальник, генерал кінноти. Кавалер ордена Pour le Mérite з дубовим листям.

## Біографія
Син Германа фон Ецеля і його дружини Августи, уродженої Кох. Окрім Гюнтера, в пари були ще 3 сини — Ернст, Август і Отто.
В березні 1881 року вступив в Прусську армію, служив у 2-му гвардійському піхотному полку в Берліні. У вересні 1882 року був переведений в 1-й Мекленбурзький драгунський полк, після чого у вересні 1887 року вступив у Військову кавалерійську академію в Ганновері. Після її завершення повернувся на службу в 1-й Мекленбурзький драгунський полк. З вересня 1893 року служив заступником командира 18-ї кавалерійської бригади. В березні 1894 року переведений в Генеральний штаб в Берліні, у вересні 1895 року — в штаб 25-ї піхотної дивізії в Дармштадті. З листопада 1897 року командував ротою 1-го Бранденбурзького драгунського полку. В листопаді 1899 року переведений в штаб гвардійського кавалерійського полку в Берліні. В серпні 1900 року його відправили в Китай, де під час боксерського повстання Ецель служив в штабі командування міжнародних сил. Після повернення з Азії в серпні 1901 році був направлений на службу в Генштаб. З травня 1902 року — військовий аташе в Японії. Під час російсько-японської війни був військовим спостерігачем японської армії в Маньчжурії. Після повернення в Німеччину в грудні 1908 року очолив 14-й Курмарк-драгунський полк в Кольмарі. У квітні 1912 року призначений командиром 33-ї кавалерійської бригади, дислокованої в Меці.
На початку Першої світової війни бригада Ецеля була частиною 5-ї армії і воювала на Західному фронті. У вересні 1914 року Ецель був призначений тимчасовим командиром гвардійської кавалерійської дивізії, а в грудні — охоронної гусарської бригади. З травня 1915 року — командир 3-ї, з серпня 1916 року — 2-ї кавалерійської дивізії, з червня 1917 року — 11-ї піхотної дивізії, з серпня 1918 року — 18-го корпусу. 4 квітня 1919 року добровільно пішов у відставку.

## Сім'я
В липні 1914 року одружився з 18-річною Верою фон Клінгспор, дочкою героя Французько-прусської війни генерал-лейтенанта Леопольда фон Клінгспора.

## Нагороди
- Столітня медаль
- Орден Червоного орла 3-го класу з мечами на кільці
- Орден Корони (Пруссія) 3-го класу з мечами
- Хрест «За вислугу років» (Пруссія)
- Орден «За заслуги» (Баварія) 3-го класу
- Орден Вендської корони, лицарський хрест
- Хрест «За військові заслуги» (Мекленбург-Шверін) 2-го класу
- Почесний хрест (Ройсс) 3-го класу
- Орден Вранішнього Сонця 3-го класу (Японська імперія)
- Орден Корони Італії, офіцерський хрест
- Орден Залізної Корони 3-го класу (Австро-Угорщина)
- Орден Святої Анни 2-го ступеня (Російська імперія)
- Орден Святого Станіслава 2-го ступеня з мечами (Російська імперія)
- Залізний хрест 2-го і 1-го класу
- Pour le Mérite з дубовим листям
  - орден (4 серпня 1917)
  - дубове листя (25 жовтня 1918)
- Почесний хрест ветерана війни з мечами
- 27 серпня 1939 року з нагоди 25-ї річниці Танненберзької битви підвищений до генерала кінноти запасу як герой Першої світової війни.